# أولاد امحمد (بوعروس)
أولاد امحمد هي إحدى مشيخات المملكة المغربية، تتبع جغرافيا لإقليم تاونات وإداريًا لبوعروس. يقدر عدد سكانها بـ 8009 نسمة حسب الإحصاء الرسمي للسكان والسكنى لسنة 2004.